# منطقه اوکایالی
منطقه اوکایالی (به اسپانیایی: Ucayali Region) یک منطقه در پرو است.
مساحت این منطقه  ۱۰۱۸۳۰٫۶۴ کیلومتر مربع و جمعیت آن ۴۳۲۱۹۵ نفر است.